# 301-я стрелковая дивизия (3-го формирования)
301-я стрелковая дивизия (3-го формирования)  (301-я сд 3 ф) — воинское формирование (соединение, стрелковая дивизия) РККА в Великой Отечественной войне.
Боевой период:6.8.1943-5.9.1944, 30.10.1944-9.5.1945 .

## История
301-я стрелковая дивизия (3-го формирования) была сформирована летом 1943 года на базе двух стрелковых бригад - 34-й и 157-й, прошедших через горнило оборонительных и наступательных боев на Северном Кавказе и Кубани. В соединении насчитывалось до 12 тыс. солдат и офицеров. Личный состав бригад был укомплектован курсантами военных училищ, в т.ч. Севастопольского военно-морского училища береговой обороны, бывшем в эвакуации в Баку, боевыми матросами, кавалеристами, прославившими себя в боях под Моздоком и Орджоникидзе, и новым пополнением кубанских казаков. Место формирования — Кубань, Славянский район, станица Анастасиевская
В июне 1943 года командиром  дивизии был назначен Владимир Антонов и командовал этой дивизией до конца войны. 
Боевое крещение дивизия получила в ожесточённых боях на «Миус-фронте» при освобождении Донбасса.
Дивизия вскоре была передана в состав 5-й ударной армии Южного фронта (с октября 1943 — 4-й Украинский фронт), участвовала в Донбасской, Мелитопольской, Никопольско-Криворожской операциях. Дивизия особенно отличилась при освобождении городов Макеевка и Сталино, за что в сентябре 1943 года в числе трёх соединений дивизия получила наименование «Сталинская». В сентябре 1943 года в Донбассе был контужен командир дивизии.
В октябре 1943 года—феврале 1944 года, дивизия участвует в битве за Днепр, прорыв так называемого «Восточного вала», считавшегося гитлеровцами неприступным, форсирование Днепра, овладение городом Никополем. Далее путь от Днепра до Ингульца, и здесь с честью была выполнена боевая задача по разгрому в Березнеговато-Снигиревской операции 13 немецких дивизий шестой немецкой армии генерала Холлидта. 
В марте 1944 года дивизия была передана в 57-ю армию 3-го Украинского фронта, в составе которой отличилась в Одесской и Ясско-Кишиневской наступательных операциях. В течение марта—апреля 1944 года дивизия воевала на юге Украины, вышла к реке Южный Буг, а отдельные полки прорвались к Днестру, началась битва за освобождение Молдавии. В августе 1944 года с Кицканского плацдарма южнее города и крепости Бендеры наши войска двинулись вперед и 22 августа штурмом овладели этими опорными пунктами, а 23 августа освобождали Кишинёв.
В одной из этих операций бойцы 301-й стрелковой дивизии уничтожили штаб 30-го немецкого армейского корпуса, командир корпуса генерал-лейтенант Георг Постель был взят в плен. Всего же в этой операции дивизия взяла 2548 пленных, ещё 4370 немецких и румынских солдат были уничтожены.
По окончании Яссо-Кишиневской операции в сентябре 1944 года 301-я стрелковая дивизия вновь была переподчинена 5-й ударной армии, которая была переброшена на 1-й Белорусский фронт. 
Особенно успешно действовала в Висло-Одерской наступательной операции. 14 января 1945 года дивизия перешла в наступление с Магнушевского плацдарма и прорвала оборону противника, готовившуюся с августа 1944 года. В течение четырёх суток дивизия наступала, отбивая многочисленные контратаки врага. Задача дивизией была успешно выполнена, в прорыв двинулись другие войска. Во время этих боёв дивизия уничтожила до 1200 солдат врага, 20 танков и штурмовых орудий, а также захватила 4 склада.
Указом № 5657 Президиума Верховного Совета СССР от 6 апреля 1945 года за умелое руководство частями дивизии при прорыве обороны противника на Магнушевском плацдарме и проявленные при этом храбрость и мужество, Владимиру Семёновичу Антонову присвоено звание Героя Советского Союза со вручением ордена Ленина и медали «Золотая Звезда».
С апреля по май 1945 года дивизия принимала участие в Берлинской наступательной операции и в штурме Берлина. Ею был занят с боем пригород Берлина Карлсхорст. Участвует в завершающем этапе войны. Второго мая штурмом овладевает и водружает красные знамёна Победы в Берлине — над зданиями гестапо, министерства авиации, имперской канцелярии, последним убежищем Гитлера — бункером.
6 мая дивизия передала имперскую канцелярию под непосредственную охрану штаба армии и вышла в парк Трептов. Здесь приводили себя в порядок, проводили боевые смотры частей, вручали правительственные награды. 7 мая генерал-лейтенант И. П. Рослый провёл смотр и парад частей дивизии на стадионе в парке Трептов. Здесь дивизия встретила День Победы.
Расформирована в 1947 году в ГСОВГ

## Состав
- 1050 стрелковый полк,
- 1052 стрелковый полк,
- 1054 стрелковый полк,
- 823 артиллерийский полк,
- 337 отдельный самоходно-артиллерийский дивизион (с 30.10.44 г.),
- 222 (337) отдельный истребительно-противотанковый дивизион,
- 256 отдельная разведывательная рота,
- 592 отдельный сапёрный батальон,
- 757 отдельный батальон связи (1391 отдельная рота связи),
- 341 медико-санитарный батальон,
- 390 отдельная рота химической защиты,
- 727 автотранспортная рота,
- 434 полевая хлебопекарня,
- 899 дивизионный ветеринарный лазарет,
- 2156 полевая почтовая станция,
- 1232 (316) полевая касса Государственного банка.

## Подчинение
| На дату                 | Фронт (округ)         | Армия             | Корпус                |
| ----------------------- | --------------------- | ----------------- | --------------------- |
| 06.08.1943 - 09.05.1945 | 1-й Белорусский фронт | 5-я ударная армия | 9-й стрелковый корпус |

## Командование дивизии
Командиры дивизии:
- Антонов, Владимир Семёнович (14.08.1943 — 12.1945), полковник, с 11 июля 1945 генерал-майор
- Дамберг, Вольдемар Францевич (12.1945 — 07.1946), генерал-майор

Заместитель командира по политической части:
- подполковник, полковник А. С. Кошкин (июнь 1943 — 14.4.1944 — погиб)
- полковник П. С. Коломейцев (15.4.1944 — 09.5.1945)

Начальник штаба:
- полковник М. И. Сафонов (июнь 1943-09.05.1945)

1050-й стрелковый полк:
- Мицул Фёдор Исаевич (16.08.1943 — 10.10.1943), майор, погиб 10.10.1943
- Лысов Василий Лукич (04.11.1943 — 21.01.1944) (?)
- Шаповалов Александр Никитович (27.11.1943 — 08.02.1944) (?), отстранён
- Забирнин Николай Кузьмич (05.05.1944 — 03.06.1944)
- Шурупов Александр Григорьевич (19.06.1944 — 30.03.1945)

…Гумеров Исхак Идрисович (с 08.1944 — 06.1945), подполковник
- Гордийчук Николай Иванович (с 04.07.1945)
- Штанько Николай Иванович (с 11.07.1945)

1052-й стрелковый полк:
- Епанешников Александр Прокофьевич (16.08.1943 — 09.02.1944), подполковник
- Мурзин Николай Павлович (09.02.1944 — 25.02.1946) (?)
- Тушев Василий Никифорович (16.05.1944 — 13.06.1944)
- Пешков Александр Иванович (22.05.1944 — 13.09.1945), подполковник
- Гордийчук Николай Иванович (с 25.07.1945)

1054-й стрелковый полк:
- Мурзин Николай Павлович (?), подполковник
- Мурзин Николай Павлович (16.08.1943 — 21.10.1943), подполковник, ранен
- Радаев Николай Николаевич (04.11.1943 — 04.07.1945)
- Шевченко Михаил Никитич (с 04.07.1945)

## Награды и наименования
| Награда (наименование)             | Дата                 | За что награждена |
| ---------------------------------- | -------------------- | --- |
| Почётное наименование «Сталинская» | 8 сентября 1943      | присвоено приказом Верховного Главнокомандующего от 8 сентября 1943 года за образцовое выполнение заданий командования в боях за освобождение города Сталино и проявленные при этом геройство, доблесть и мужество                             |
| орден Суворова II степени          | 19 февраля 1945 года | награждена указом Президиума Верховного Совета СССР от 19 февраля 1945 года за образцовое выполнение заданий командования в боях с немецкими захватчиками при прорыве обороны немцев южнее Варшавы и проявленные при этом доблесть и мужество. |

Награды частей дивизии:
- 1050 стрелковый Померанский[9] Краснознамённый[10] ордена Богдана Хмельницкого (II степени)[11] полк,
- 1052 стрелковый Берлинский[12] орденов Суворова[13] и Кутузова[11] полк,
- 1054 стрелковый Берлинский[12] Краснознамённый[11] ордена Суворова[13] полк,
- 823 артиллерийский Берлинский[12] ордена Александра Невского[11] полк.
- 222 (337) отдельный истребительно-противотанковый ордена Александра Невского[14] дивизион,
- 592 отдельный сапёрный ордена Красной Звезды[10] батальон,
- 757 отдельный ордена Красной Звезды[10] батальон связи (1391 отдельная рота связи),

## Отличившиеся воины
Герои Советского Союза:
- Антонов, Владимир Семёнович, полковник, командир дивизии.

За героизм при прорыве магнушевского плацдарма южнее Варшавы
- Баздырев, Николай Дмитриевич, сержант, пулемётчик 1-го стрелкового батальона 1054-го стрелкового полка
- Богомолов, Александр Фёдорович, капитан, командир 3-го стрелкового батальона 1050-го стрелкового полка
- Ворошилов, Геннадий Николаевич, сержант, командир пулемётного расчёта 1052-го стрелкового полка
- Головин, Василий Степанович, капитан, заместитель по политической части командира 2-го стрелкового батальона 1052-го стрелкового полка (посмертно)
- Дорош, Юрий Порфирьевич, сержант, командир стрелкового отделения 1052-го стрелкового полка
- Емельянов, Василий Александрович, капитан, командир 2-го стрелкового батальона 1052-го стрелкового полка
- Иванов, Иван Тихонович, сержант, наводчик орудия 1050-го стрелкового полка
- Казарян, Ашхарбек Саркисович, сержант, помощник командира стрелкового взвода 1-й стрелковой роты 1054-го стрелкового полка
- Кузнецов, Виктор Петрович, старший сержант, командир стрелкового отделения 1052-го стрелкового полка
- Ковалевский, Павел Самуилович, капитан, командир артиллерийского дивизиона 823-го артиллерийского полка (посмертно)
- Кустов, Иван Ильич, капитан, командир стрелковой роты 1052-го стрелкового полка
- Королёв, Герасим Григорьевич, лейтенант, командир стрелкового взвода 1052-го стрелкового полка
- Маркелов, Николай Степанович, солдат, наводчик противотанкового ружья 2-го стрелкового батальона 1050-го стрелкового полка
- Нурмагамбетов, Сагадат Кожахметович, капитан, командир пулемётной роты 1052-го стрелкового полка
- Оберемченко, Николай Васильевич, капитан, командир стрелковой роты 1052-го стрелкового полка
- Плохих, Иван Николаевич, сержант, наводчик орудия 1050-го стрелкового полка
- Пешков, Александр Иванович, подполковник, командир 1052-го стрелкового полка
- Приходько, Иван Прокофьевич, старшина, командир орудия 1052-го стрелкового полка
- Тышкевич, Василий Антонович, капитан, командир стрелковой роты 1052-го стрелкового полка
- Шкапенко, Владимир Ефимович, солдат, стрелок 6-й стрелковой роты 1052-го стрелкового полка

За героизм в боях на одерском плацдарме и в Берлинском сражении
- Абакаров, Кади Абакарович, старшина, командир стрелкового отделения 1054-го стрелкового полка
- Авакян, Грант Арсенович, лейтенант, комсорг 1-го стрелкового батальона 1054-го стрелкового полка
- Аверченко, Николай Иванович, старший сержант, командир орудия 823-го артиллерийского полка
- Антипенко, Иосиф Степанович, сержант, телефонист 1052-го стрелкового полка (посмертно)
- Барков, Николай Фёдорович, старший лейтенант, командир огневого взвода 1050-го стрелкового полка
- Башманов, Иван Андреевич, капитан, командир артиллерийской батареи 1052-го стрелкового полка
- Берестовой, Василий Степанович, лейтенант, командир огневого взвода 823-го артиллерийского полка
- Бочарников, Георгий Алексеевич, старшина, командир орудия 823-го артиллерийского полка
- Гнида, Пётр Фёдорович, старший лейтенант, командир стрелковой роты 1054-го стрелкового полка
- Деметрашвили, Иван Гаврилович, капитан, командир стрелковой роты 1054-го стрелкового полка (посмертно)
- Дробаха, Анатолий Иванович, старшина, командир орудия 823-го артиллерийского полка
- Зайцев, Иван Степанович, сержант, командир стрелкового отделения 1050-го стрелкового полка (посмертно)
- Кирилюк, Андрей Никитович, лейтенант, командир огневого взвода 823-го артиллерийского полка
- Костюченко, Пётр Андреевич, майор, командир 1-го стрелкового батальона 1052-го стрелкового полка (посмертно)
- Кузнецов, Николай Леонтьевич, капитан, командир стрелкового батальона 1052-го стрелкового полка
- Опалев, Александр Алексеевич, солдат, стрелок 7-й стрелковой роты 1052-го стрелкового полка
- Полюсук, Натан Михайлович, капитан, заместитель по политической части командира 3-го стрелкового батальона 1054-го стрелкового полка (посмертно)
- Подгорбунский, Леонид Яковлевич, лейтенант, парторг 3-го стрелкового батальона 1052-го стрелкового полка (посмертно)
- Радаев, Николай Николаевич, подполковник, командир 1054-го стрелкового полка
- Скрябин, Василий Александрович, сержант, командир отделения противотанковых ружей 1054-го стрелкового полка
- Угначёв, Фёдор Антонович, старшина, командир стрелкового отделения 1052-го стрелкового полка
- Федорин, Дмитрий Корнеевич, старший сержант, помощник командира стрелкового взвода 1052-го стрелкового полка
- Цыцаркин, Александр Николаевич, старший лейтенант, командир 4-й стрелковой роты 1052-го стрелкового полка (посмертно)
- Цуцкиридзе, Константин Захарович, майор, заместитель командира по политической части 823-го артиллерийского полка (посмертно)
- Чиянев, Пётр Александрович, старшина, командир орудия 823-го артиллерийского полка
- Шкурко, Макар Иванович, сержант, наводчик противотанкового ружья 2-го стрелкового батальона 1054-го стрелкового полка (посмертно)
- Щербак, Анатолий Николаевич, солдат, стрелок 2-й стрелковой роты 1050-го стрелкового полка
- Яковлев, Евстафий Григорьевич, старший лейтенант, командир стрелковой роты 1054-го стрелкового полка (посмертно)

Кавалеры орденов Славы трёх степеней:
- Бугай, Фёдор Сергеевич младший сержант, заряжающий орудия 1052-го полка
- Власов, Василий Васильевич, старший сержант, командир сапёрного отделения 1050-го стрелкового полка
- Геккель, Валентин Васильевич, сержант, командир отделения сапёрного взвода 1054-го стрелкового полка
- Деревянко, Андрей Леонтьевич, старший сержант, командир орудия 823-го артиллерийского полка
- Диулин, Александр Иосифович, сержант, стрелок 1052-го стрелкового полка
- Котов, Анатолий Романович, ефрейтор, снайпер стрелкового батальона 1052-го стрелкового полка
- Марков, Николай Иванович, старший сержант, командир орудия 823-го артиллерийского полка
- Марченко, Владимир Никитович, старший сержант, командир орудия 1054-го стрелкового полка
- Мелёхин, Иван Александрович, сержант, автоматчик 1052-го стрелкового полка
- Мисан, Павел Пантелеевич, старший сержант, командир орудия 1054-го стрелкового полка
- Носыч, Василий Николаевич, старшина, командир орудия 823-го артиллерийского полка
- Осипов, Фёдор Георгиевич, солдат, телефонист взвода управления 2-го дивизиона 823-го артиллерийского полка
- Пищик, Григорий Максимович, сержант, наводчик истребительно¬-противотанковой батареи 45-мм пушек 1054-го стрелкового полка
- Прокопенко, Василий Фёдорович, старший сержант, командир отделения противотанковых ружей 1054-го стрелкового полка
- Румянцев, Иван Дмитриевич, старшина, командир орудия 823-го артиллерийского полка
- Селютин, Алексей Ильич, младший сержант, наводчик миномёта роты 82- мм миномётов стр. батальона 1054-го стрелкового полка
- Соловьёв, Николай Петрович, сержант, номер орудийного расчёта 76-мм орудия 1054-го стрелкового полка
- Ткаченко, Владимир Андреевич, старшина, командир орудия 823-го артиллерийского полка
- Фесик, Пётр Никитович, старшина, командир .отделения взвода химической защиты 1050-го стрелкового полка
- Чернышёв, Николай Андреевич, младший сержант, наводчик 82-мм миномёта миномётной роты 1052-го стрелкового полка
- Шакунов, Михаил Ильич старшина, командир отделения разведки 823-го артиллерийского полка